# Antidaphne punctulata
Antidaphne punctulata är en sandelträdsväxtart som först beskrevs av Dominique Clos, och fick sitt nu gällande namn av J. Kuijt. Antidaphne punctulata ingår i släktet Antidaphne och familjen sandelträdsväxter. Inga underarter finns listade i Catalogue of Life.